# 桜羽このは
桜羽 このは（さくらば このは、2000年〈平成12年〉9月6日 - ）は、日本のタレント、アイドル、女優、モデル。沖縄県出身。アイドルグループ夢みるアドレセンスのメンバー。メンバーカラーはRED。タンバリンアーティスツ所属。ファンの名称（呼称）は「こののふ」。

## 略歴

### 2017年～2020年
- 沖縄のモデル・スタイリスト事務所「Color’s（カラーズ）」に「前原未夢」（まえはら みゆ）として所属・活動[3]。

### 2021年
- 3月27日、アイドルグループあぴゅるむの初期メンバー「前原未夢」（まえはら みゆ、ピンク担当、愛称みゅみゅ）として活動開始[4]。
- 7月31日、あぴゅるむを卒業[5]。

### 2022年
- 5月1日、アイドルグループ新生★大阪24区ガールズに研修生「このは」（ピンク担当）として加入[6]。
- 6月1日、新生★大阪24区ガールズの正規メンバーに昇格。担当区発表があり、大阪府の此花区担当に。以降、「此花このは」（このはな このは）として活動開始[7]。キャッチフレーズは「大阪で1番可愛い女の子」[8]。
- 9月10日、新生★大阪24区ガールズに加えて、スピンオフアイドルユニット「リトルシェノン」の初期メンバー「此花このは」としても活動開始[9][10]。

### 2024年
- 4月29日、新生★大阪24区ガールズ・リトルシェノンを卒業[11]。
- 8月3日、新しい芸名「桜羽このは」を発表[12]。

### 2025年
- 2月13日、夢みるアドレセンスの新体制メンバー1人目「桜羽このは」（RED担当）として発表[13]。
- 3月20日、夢みるアドレセンス新体制7人でプレデビューライブ。「夢は大きく、年末に開催されているももいろ歌合戦に7人で出たいです。」と語った[14]。
- 5月11日、デビューライブにて正式デビュー。

## 人物、エピソード
- 趣味は、散歩、料理[2]。自身が料理した写真をXに掲載している（#リストランテこのは）[15]。
- 性格は、マイペース[2]。

## 出演

### モデル
- 『テレ朝夏祭り』ファッションショー（2019年）[1]
- 雑誌『non-no』 2021年3月号（2021年）[1]

### CM
- 「au沖縄セルラー』（2017年）[1]
- 「琉球日産』（2017年）[1]

### 映画
- 映画『小さな恋のうた』（2019年）[1]
- 短編映画『RE:SUSCITATION』（2021年）- 主演[1]

### 舞台
- 舞台『赤ずきんちゃんの初恋』（2017年）- キョン役[1]
- 舞台『シンデレラは私』（2017年）- マチコ役[1]
- 朗読劇『少年口伝隊一九四五』（2017年）- 母・妹役[1]
- 舞台『光の扉をあけて』（2018年）- 主演[1]
- 舞台 Monkey Works vol.12 『新訳・桃太郎0〜義経伝説の幕開け〜』（2024年、中目黒キンケロ・シアター）[16] - 琉球流　鈴木次郎重家・杠葉 役[17]
- K-FARCE朗読劇『散りて尚、』（2025年、劇場MOMO）[18] - 主演　吉野サクラ役[19]
- 劇団チャイ。第3回公演『ノーモア』（2025年上演予定、シアター711）[20]